# Museo de Antropología de Xalapa
Das Museo de Antropología de Xalapa (MAX) in der Hauptstadt des mexikanischen Bundesstaats Veracruz gehört zu den sehenswertesten archäologischen Museen des Landes. Es beherbergt – neben den Museen von Mexiko-Stadt und Villahermosa – die umfangreichste Sammlung zum Kulturbereich der Olmeken.

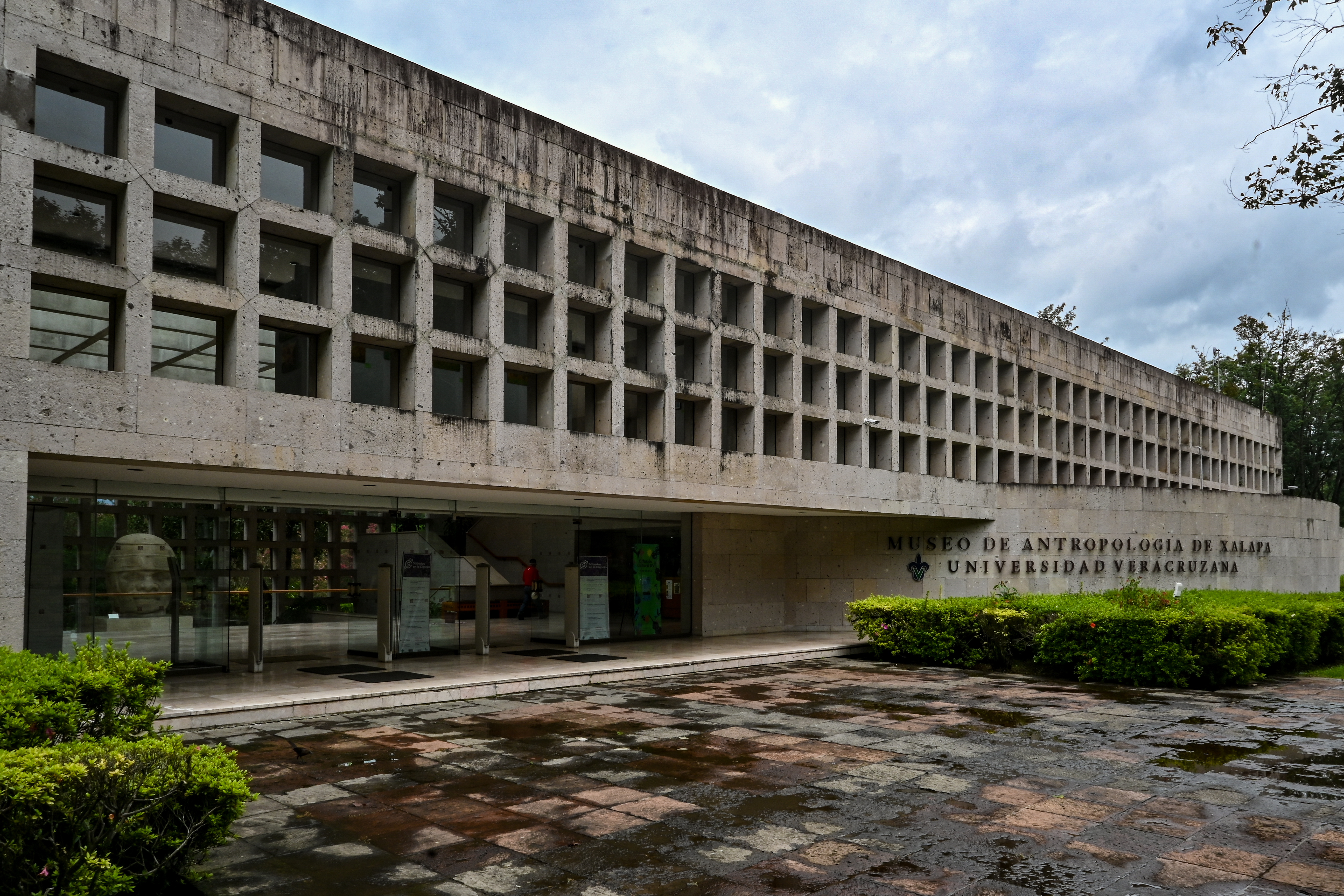
Museo de Antropología de Xalapa

## Lage
Das Museo de Antropología liegt in einem ca. 40.000 m² großen Park im Westen der ca. 1450 m hoch gelegenen Stadt Xalapa. Diese ist etwa 50 km (Luftlinie) von der Küste des Golfs von Mexiko bzw. ca. 100 km (Fahrtstrecke) von Veracruz, der ehemaligen Hauptstadt des Bundesstaats, entfernt.

## Geschichte
Das Museum hat eine lange Vorgeschichte, die bis in die 1930er Jahre zurückreicht; damals hieß es Museo Antropológico de la Dirección General de Educación, doch im Jahr 1951 wurde es in Museo Veracruzano de Anthropología umbenannt. In den 1960er Jahren wechselte es zweimal seinen Standort und in den 1980er Jahren wurde die ethnologische Abteilung ausgegliedert. Der heutige, vom US-amerikanischen Architekten Edward Durell Stone entworfene schmucklose Bau, wurde vom mexikanischen Architekten Sergio Mejia Ontiveros erbaut und im Jahr 1986 eingeweiht.

## Exponate
Wichtigste Exponate sind zweifellos die 5 olmekischen Kolossalköpfe von der Fundstelle San Lorenzo Tenochtitlan. Aber auch zahlreiche andere Funde aus dem Bundesstaat Veracruz verdienen Beachtung.

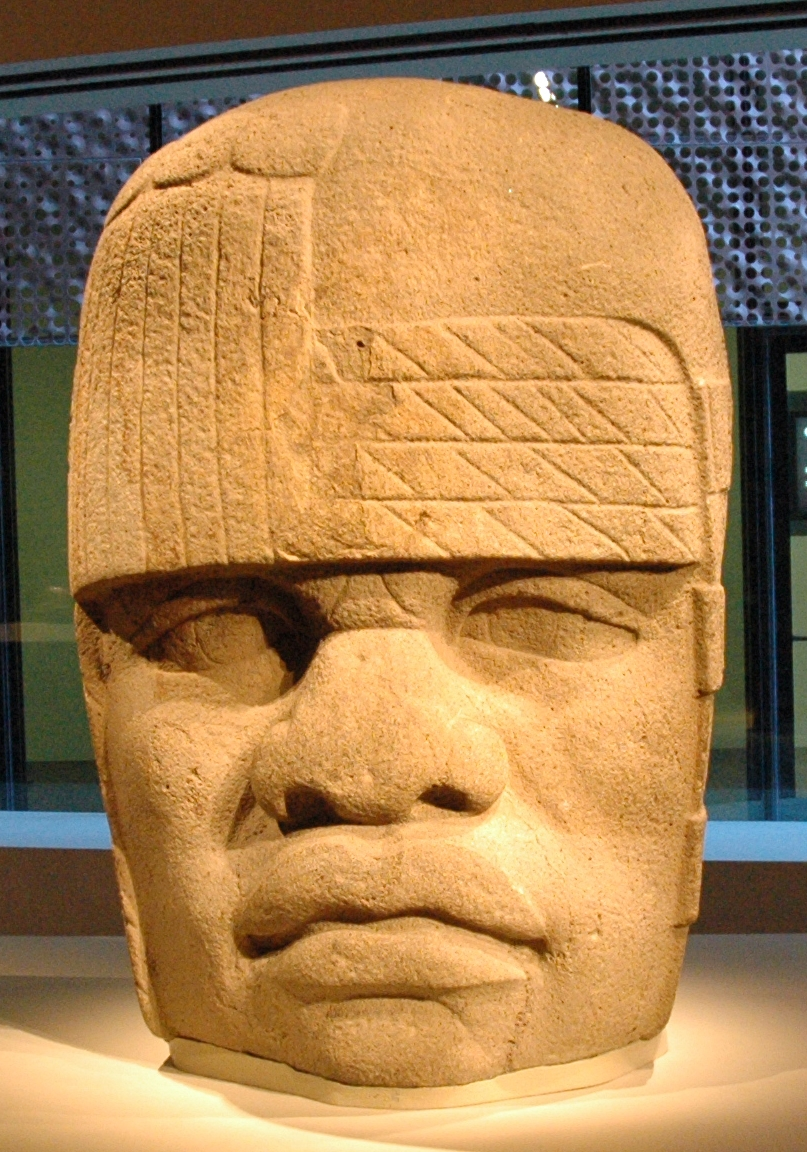
Kolossalkopf 4 (San Lorenzo Tenochtitlan)
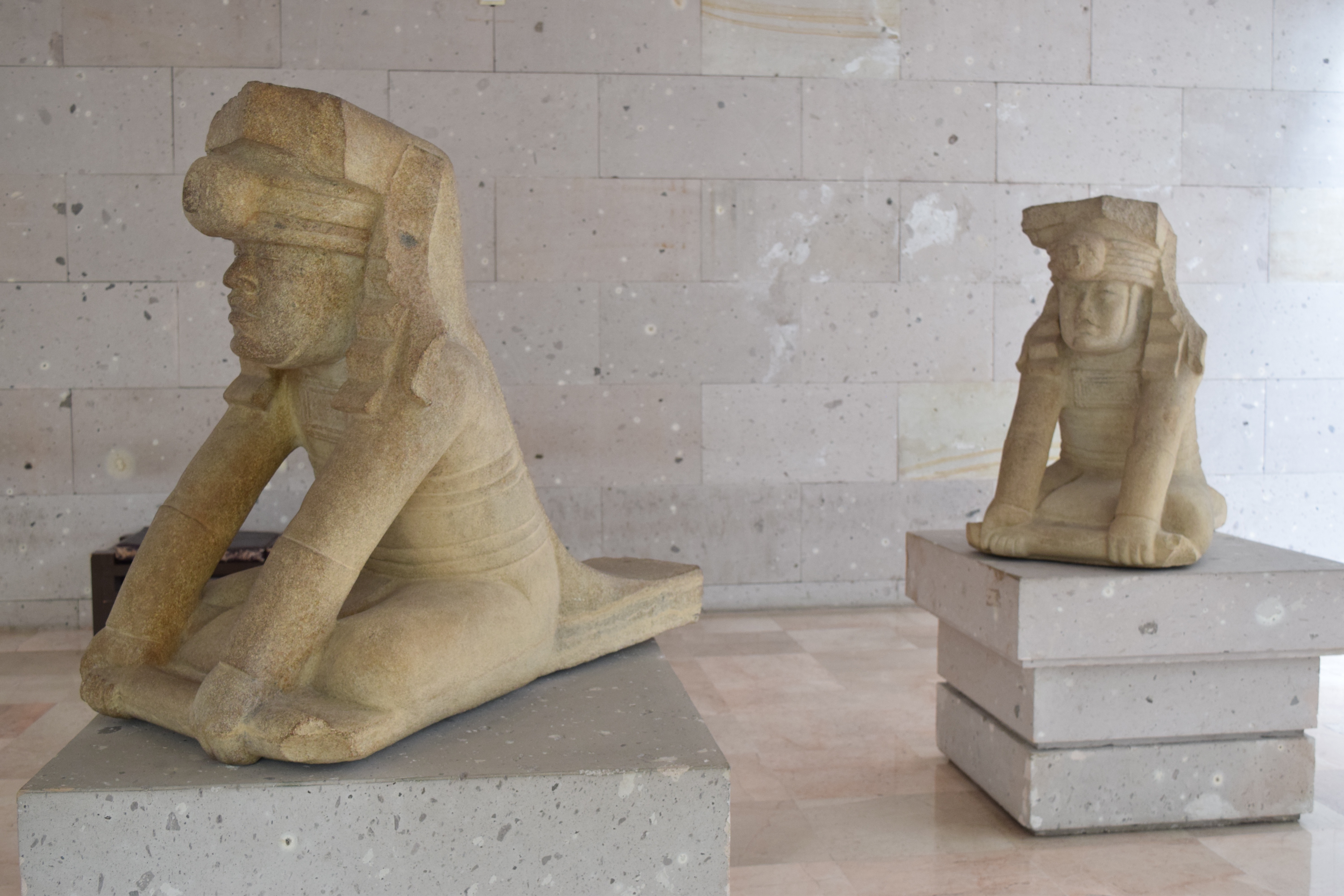
Skulpturen "Die Zwillinge"
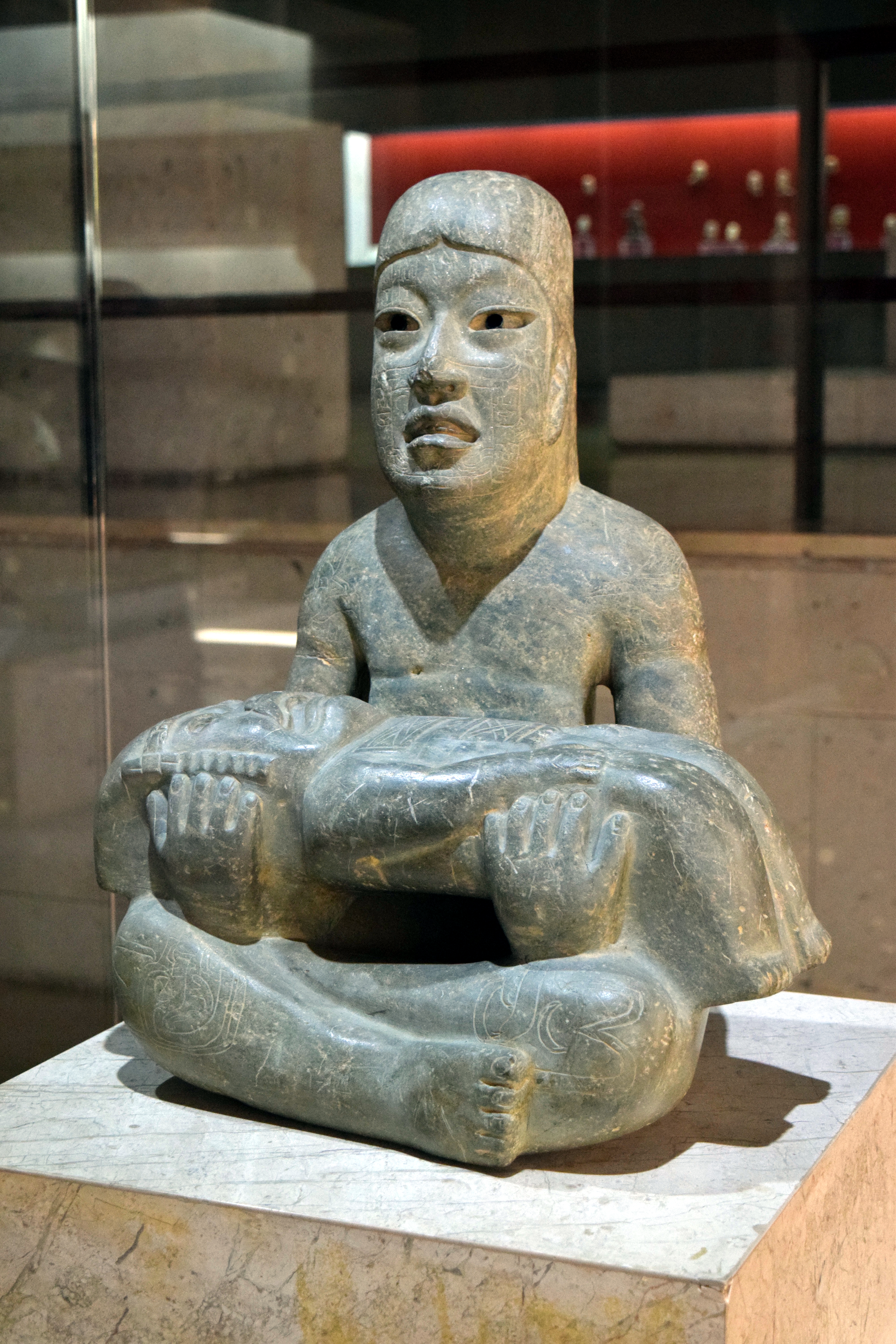
Olmekische Figur (Las Limas)
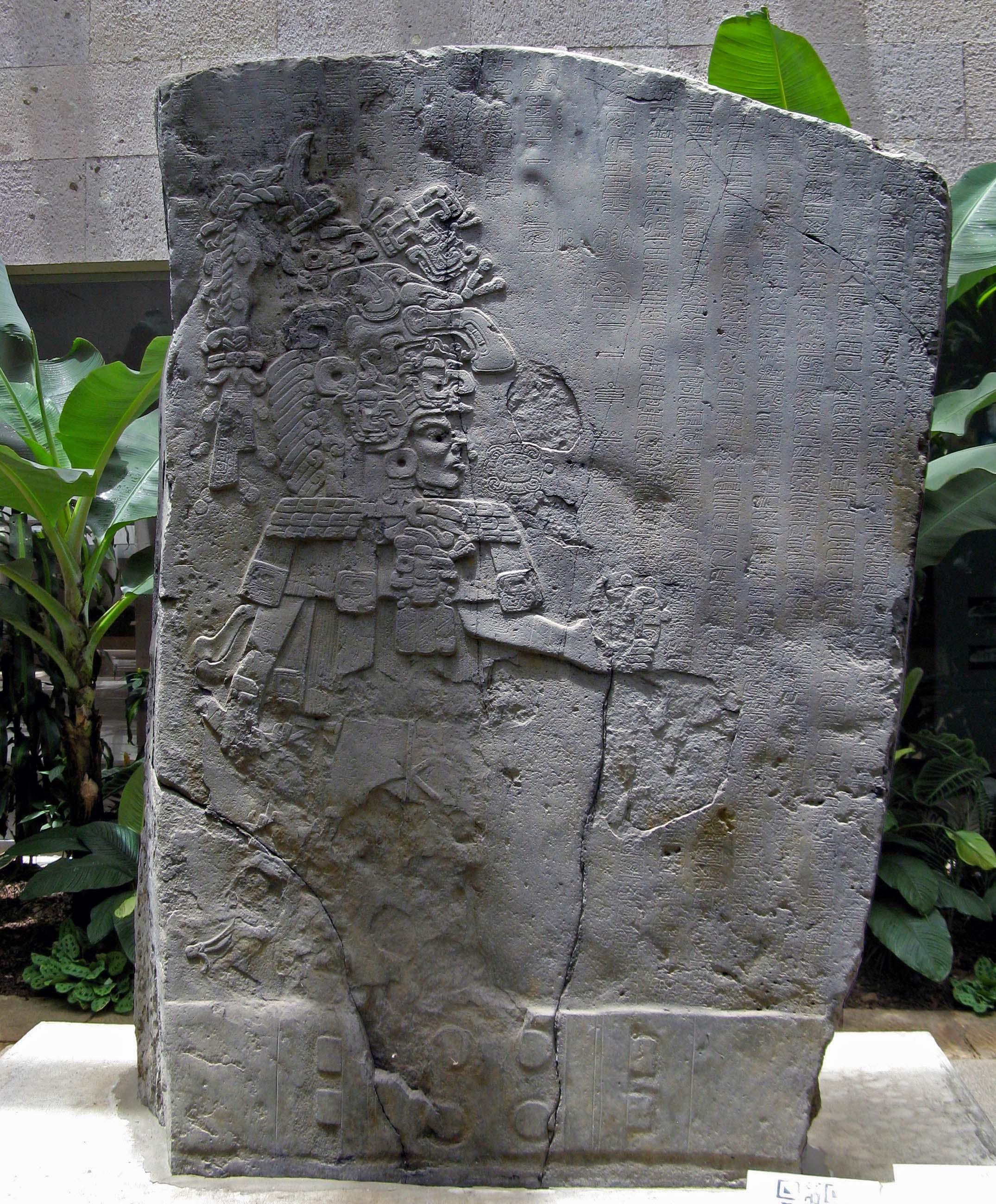
Stele 1 von La Mojarra
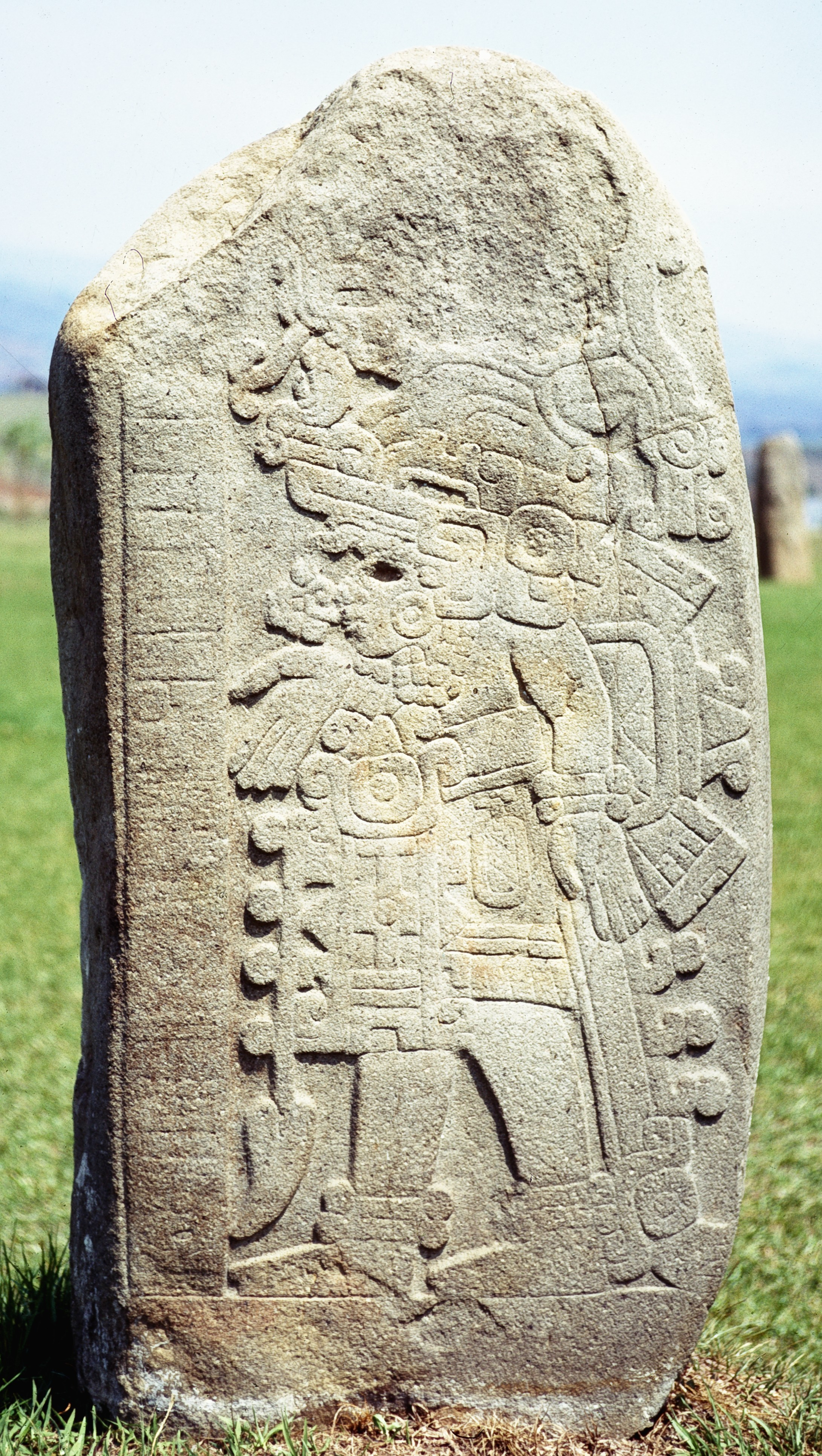
Stele 6 von Cerro de las Mesas
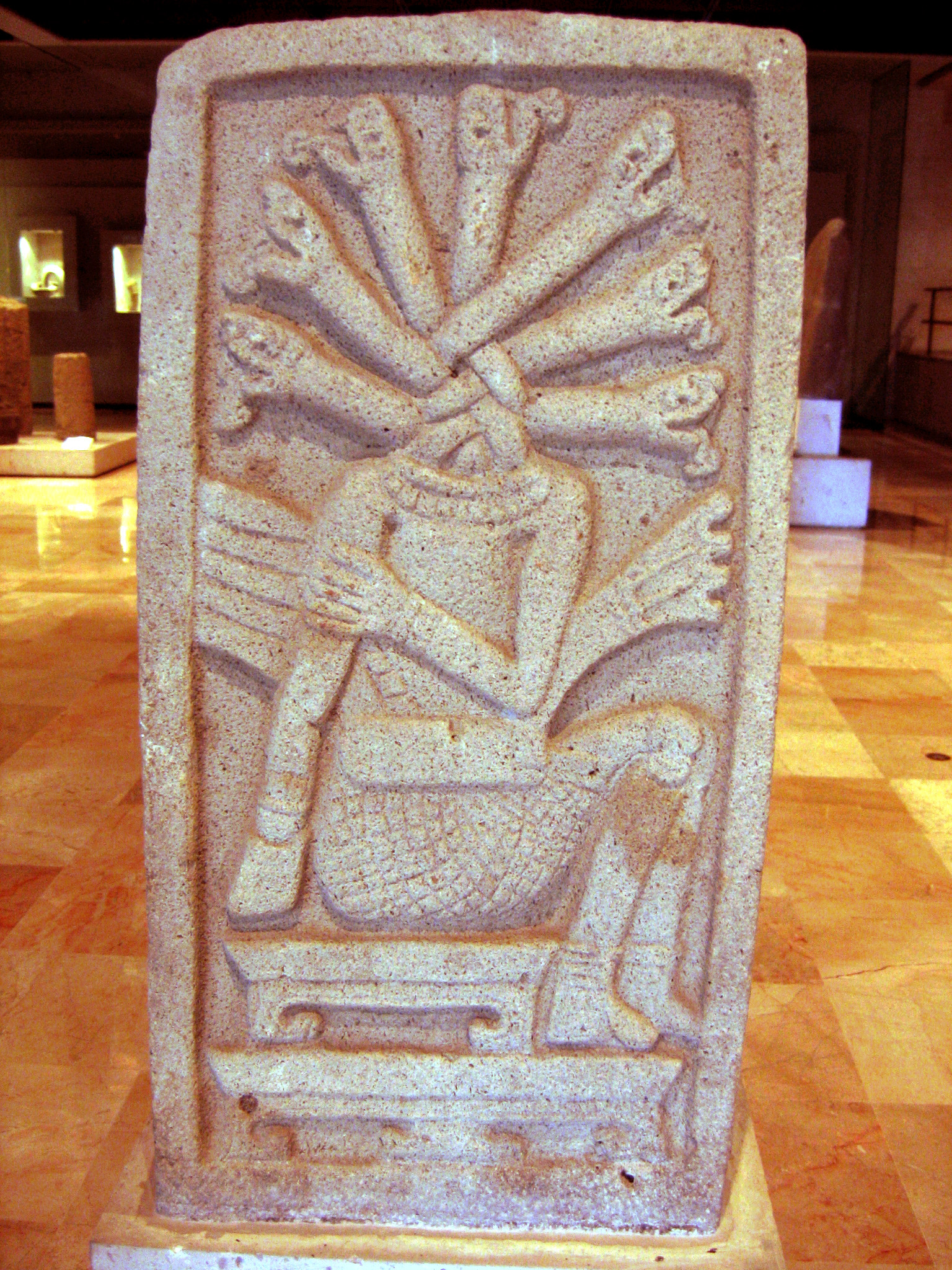
Enthaupteter Ballspieler (Aparicio)